# Pomnik Stanisława Moniuszki w Poznaniu
Pomnik Stanisława Moniuszki – pomnik w formie popiersia na wysokim, granitowym cokole, zlokalizowany w centrum Poznania, w parku Moniuszki przy ul. Chopina.

## Charakterystyka
Monument wykonał Marcin Rożek w 1924 z inicjatywy Wielkopolskiego Związku Kół Śpiewaczych. Po I wojnie światowej park, w którym stoi pomnik, zmienił nazwę z Goethego na Moniuszki, co dało asumpt do ustawienia popiersia muzyka. Towarzyszyło mu drugie – Fryderyka Chopina (obecnie umiejscowione w parku Chopina).
Poznański pomnik Stanisława Moniuszki był pierwszym tego rodzaju obiektem w Polsce. Po zniszczeniach wojennych odnowiony został przez Edwarda Haupta i odsłonięty 16 grudnia 1951. Fundatorami były przede wszystkim organizacje śpiewacze. 